# Saint-Mars-du-Désert (Mayenne)
Saint-Mars-du-Désert és un municipi francès situat al departament de Loire-Atlantique i a la regió de País del Loira. L'any 2007 tenia 195 habitants.

## Demografia

### Població
El 2007 la població de fet de Saint-Mars-du-Désert era de 195 persones. Hi havia 72 famílies de les quals 20 eren unipersonals (16 homes vivint sols i 4 dones vivint soles), 24 parelles sense fills, 16 parelles amb fills i 12 famílies monoparentals amb fills.
La població ha evolucionat segons el següent gràfic:
Habitants censats

### Habitatges
El 2007 hi havia 155 habitatges, 81 eren l'habitatge principal de la família, 58 eren segones residències i 16 estaven desocupats. Tots els 155 habitatges eren cases. Dels 81 habitatges principals, 68 estaven ocupats pels seus propietaris, 12 estaven llogats i ocupats pels llogaters i 1 estava cedit a títol gratuït; 2 tenien una cambra, 7 en tenien dues, 14 en tenien tres, 21 en tenien quatre i 37 en tenien cinc o més. 62 habitatges disposaven pel capbaix d'una plaça de pàrquing. A 38 habitatges hi havia un automòbil i a 34 n'hi havia dos o més.

### Piràmide de població
La piràmide de població per edats i sexe el 2009 era:
| Homes | Edats   | Dones |
| ----- | ------- | ----- |
| 0     | 95 o +  | 0     |
| 0     | 90 a 94 | 4     |
| 0     | 85 a 89 | 0     |
| 0     | 80 a 84 | 4     |
| 4     | 75 a 79 | 8     |
| 4     | 70 a 74 | 0     |
| 4     | 65 a 69 | 8     |
| 24    | 60 a 64 | 0     |
| 4     | 55 a 59 | 16    |
| 0     | 50 a 54 | 8     |
| 8     | 45 a 49 | 0     |
| 0     | 40 a 44 | 8     |
| 8     | 35 a 39 | 8     |
| 8     | 30 a 34 | 4     |
| 8     | 25 a 29 | 8     |
| 0     | 20 a 24 | 4     |
| 8     | 15 a 19 | 0     |
| 0     | 10 a 14 | 0     |
| 8     | 5 a 9   | 0     |
| 0     | 0 a 4   | 0     |

## Economia
El 2007 la població en edat de treballar era de 108 persones, 68 eren actives i 40 eren inactives. De les 68 persones actives 62 estaven ocupades (39 homes i 23 dones) i 6 estaven aturades (3 homes i 3 dones). De les 40 persones inactives 19 estaven jubilades, 6 estaven estudiant i 15 estaven classificades com a «altres inactius».

### Ingressos
El 2009 a Saint-Mars-du-Désert hi havia 79 unitats fiscals que integraven 206 persones, la mediana anual d'ingressos fiscals per persona era de 12.213 €.

### Activitats econòmiques
Dels 3 establiments que hi havia el 2007, 1 era d'una empresa de fabricació d'altres productes industrials, 1 d'una empresa de construcció i 1 d'una empresa de comerç i reparació d'automòbils.
L'únic servei als particulars que hi havia el 2009 era un taller de reparació d'automòbils i de material agrícola.
L'any 2000 a Saint-Mars-du-Désert hi havia 15 explotacions agrícoles que ocupaven un total de 510 hectàrees.

## Poblacions més properes
El següent diagrama mostra les poblacions més properes.